# 奧布羅奇涅
47°38′10″N 29°50′47″E / 47.63611°N 29.84639°E
奧布羅奇內（烏克蘭語：Оброчне）是位於烏克蘭西南部的村莊，由敖德萨州波季利斯克区的庫亞利尼克市鎮負責管轄。該村始建於1730年，面積0.27平方公里，海拔高度187米，2001年人口59，人口密度每平方公里218.52人。